# M1928 Christie/T3
Az M1928 Christie harckocsiból egyetlen darab készült, mégis a Christie-féle harckocsitervezés második nagy lépcsőfoka, hiszen itt került először alkalmazásra a legendás Christie-féle futómű.

## Története
1928-ban a US Wheel Track Layer Corporation gyártotta le Christie legújabb tervét. Ez a típus tulajdonképpen csak tanulmányterv, az új futómű-konstrukció kipróbálását szolgálta. A futómű újdonsága az egyenként felfüggesztett nagyméretű futógörgőkben rejlik, e típusnál még tekercsrugós kivitelben, de minden kerék külön rugózott (szemben az addig nagyrészt rugózatlan korabeli futóművekkel). A lánchajtó-kerék (hátul) és a láncvisszafordító-görgő (elöl) már nem a talajon támaszkodott, hanem attól elemelkedett, kerekes üzemmódban a hajtott görgőt egy hajtáslánc kapcsolta össze a hátsó futógörgőkkel, így adva át a kihajtást.
Minden egyéb szempont a sebesség alárendelésére került: a váltómű súlycsökkentése miatt négy előre és egy hátrameneti fokozattal rendelkezett, páncélzata vékony, a tervezett fegyverzet könnyű, nem éri el az M1921 Christie erejét. A kísérlet viszont fényesen igazolta, hogy akár lánctalpon is át lehet lépni az ötven km/h-s sebességet, ami az egész korabeli világon feltűnést keltett. A konstrukció egy célra történő kihegyezése jól látszik azon a tényen, hogy az ugyanilyen V12 Liberty motorral felszerelt T1 közepesharckocsi mindössze 22 km/h-s sebességet ért el.
Az Egyesült Államok hadserege vásárolni és rendszerbe állítani szándékozta e típust (már a rendszeresítési számát, T3 is megadták), azonban ehhez Christie nem járult hozzá, mert még javítani akart a konstrukción. Ezen alapul az összes későbbi Christie-féle harckocsi.

## További technikai adatai
- Mászóképesség: 37°
- Árokáthidaló képesség: 1,9 m
- Lépcsőmászó képesség (láncon): 0,7 m